# Церковь Всех Святых (Бад-Хомбург)
Це́рковь Все́х святы́х (нем. Russische orthodoxe Allerheiligen-Kirche) — православный храм в Бад-Хомбурге. Храм относится к Германской епархии Русской православной церкви за границей и приписан к приходу Никольского храма во Франкфурте-на-Майне. Настоятель — протоиерей Димитрий Леонидович Игнатьев (с 1974 года).

## История

### Первая церковь
Первые упоминания о православной церкви в Гомбурге относятся к 1739 году. Это была походная церковь, привезённая из Персии для супруги Гессен-Гомбургского ландграфа Анастасии Ивановны (вдовы Д. Кантемира, урождённой княжны Трубецкой). Храм упоминается также в 1740, 1745 и 1746 годах.

### Современный храм
Закладка постоянного храма была совершена по инициативе действительного тайного советника Александра Ивановича Проворова 4 (16) октября 1896 года в присутствии императора Николая II, императрицы Александры Феодоровны, вдовствующей германской императрицы Виктории, великой княгини Елизаветы Феодоровны и великого герцога Гессен-Дармштадтского.
Основными жертвователями были А. И. Проворов, В. А. Ратьков-Рожнов, А. Г. Елисеев, Н. П. Брусницын и А. П. Богданов. Церковь возводилась на безвозмездно отведённой магистратом земле, в парке, в 10 минутах ходьбы от вокзала. Автором проекта является архитектор Л. Н. Бенуа; строительство велось под непосредственным руководством местного архитектора, королевского строительного советника Луи Якоби.
10 (22) сентября 1899 года церковь была освящена во имя Всех Святых «в память священного коронования их величеств». На торжестве присутствовала императрица Виктория, храмоздатели, Гомбургский бургомистр Теттенборн.
С 23 августа (4 сентября) 1899 года храм был приписан к Берлинской посольской церкви.
Службы проводились только в летний период. Их совершали либо приезжее из Санкт-Петербурга духовенство, либо причты Висбаденской, Штутгартской и Берлинской церквей.
Всдедствие близости Бад-Гомбурга к замку Кронберг, летнему местопребыванию императрицы Виктории, церковь часто была посещаема греческим королевичем Константином и его супругой кронпринцессой Софией. 18 сентября 1910 года храм снова посетила российская императорская семья.
С началом Первой мировой войны церковь была закрыта, а иконостас и утварь переданы в местный краеведческий музей.
В 1922—1930 годах храм находился в юрисдикции Управляющего русскими приходами в Западной Европе Русской православной церкви. С переходом митрополита Евлогия (Георгиевского) в Константинопольский патриархат, в Западноевропейском экзархате русских приходов.
С 1922 по 1946 год богослужения в церкви практически не совершались, утварь, по-прежнему, хранилась в Бад-Гомбургском замке и была возвращена в 1946 году по ходатайству члена общины Г. А. Пайкера и священника Леонида Касперского.
В 1947 году решением муниципалитета приход был передан Берлинской и Германской епархии Русской православной церкви за границей.
С 1950-х годов количество прихожан резко уменьшилось, службы стали нерегулярными, и, в конце концов храм был практически закрыт.
В 1970-е годы в храме был сделан ремонт, с 1981 года богослужения в храме стали проводиться на регулярной основе 1-2 раза в месяц. Очередной ремонт закончился к февралю 2001 года.
Церковь Всех святых является собственностью города Бад-Хомбурга.

## Архитектура, убранство
Ранее на месте курортного парка находилась градирня, которая впоследствии была перенесена в Бад-Наухайм.
Храм был построен в стиле русских церквей XVI века, рассчитан на 60 человек. Высота здания 18 м.
Церковь выстроена из красного кирпича. Фасады украшены позолоченным фризом и изразцами с русским двуглавым орлом. Наружные изразцы и напольную плитку изготовила фирма «Villeroy & Boch» в Метлахе.
В центре здания на высоком барабане возвышается золочёная луковичная глава.
Вход оформлен в виде крыльца с треугольным фронтоном, в котором расположено мозаичное изображение Спаса Нерукотворного.
В связи с тем, что прежняя роспись храма не сохранилась, внутреннее пространство церкви было расписано в 1981 году заново А. В. Русаком.
Дубовый одноярусный иконостас был привезён из Санкт-Петербурга. Шесть икон писаны маслом по оцинкованной жести.
На горнем месте находится витраж, на котором изображён Воскресший Спаситель.